# Marc Forné Molné
Marc Forné Molné (ur. 30 grudnia 1946 w La Massana) – andorski polityk i prawnik, w latach 1994–2005 premier Andory.

## Życiorys
Ukończył studia prawnicze na Uniwersytecie Barcelońskim. W połowie lat 70. podjął praktykę adwokacką. Był jednym z założycieli krajowej adwokatury. Wydawał też cotygodniowe czasopismo. Dołączył do Liberalnej Partii Andory, a w 1993 został członkiem rządu, na czele którego stał Òscar Ribas Reig. W grudniu 1994 zastąpił go na stanowisku premiera. Utrzymywał tę funkcję po wyborach w 1997 i 2001, kończąc urzędowanie w maju 2005. Do tego samego roku był też liderem liberałów. W trakcie pełnienia przez niego funkcji premiera Andora dołączyła do OBWE, wzmacniano także relacje między państwem a Unią Europejską. W 2005 Marc Forné Molné powrócił do praktyki adwokackiej.